# یواس‌اس ال‌اس‌تی-۶۰۷
یواس‌اس ال‌اس‌تی-۶۰۷ (به انگلیسی: USS LST-607) یک کشتی است که طول آن ۳۲۸ فوت (۱۰۰ متر) می‌باشد. این کشتی در سال ۱۹۴۴ ساخته شد.